# 橋本多佳子
橋本 多佳子（はしもと たかこ、1899年（明治32年）1月15日 - 1963年（昭和38年）5月29日）は、日本の俳人。本名、多満（たま）。旧姓、山谷。
杉田久女につき句作を始め、虚子、誓子に師事した。「馬酔木」のち「天狼」同人。女性の悲しみや寂寥を詠み、古雅な中に知的な色彩を与えた。句集に『海燕』(1941年)、『信濃』(1947年)など。

## 略歴
東京市本郷区龍岡町（現・文京区本郷）出身。祖父は箏の山田流家元の山谷清風、父の雄司は官僚、母は津留。菊坂女子美術学校（のちの女子美術大学）日本画科を病弱のため中退。
1917年に建築家・実業家の橋本豊次郎と結婚。福岡県小倉市（現・北九州市小倉北区中井浜）に「櫓山荘（ろざんそう）」を建築し移り住んで後、高浜虚子が来遊したことを期に句作をはじめる。杉田久女が俳句の手ほどきをした。
20歳で小倉にて長女・淳子を出産。22歳で次女・国子、24歳で三女・啓子を産む。
1924年に樺太、北海道を北原白秋と共に夫妻で旅行する。同年、四女・美代子（のちの俳人、橋本美代子）を出産。1927年、「ホトトギス」雜詠に「たんぽぽの花大いさよ蝦夷の夏」が初入選。1929年、30歳の時、豊次郎の父・料左衛門の死去にともない大阪・帝塚山に転居する。同年に「ホトトギス」400号記念俳句大会（大阪、中央公会堂）で、久女に山口誓子を紹介される。1935年1月より山口誓子に師事し、同年4月に水原秋桜子が主宰する「馬酔木」の同人となる。1935年5月、豊次郎と上海・杭州に旅行。1937年に一家で櫓山荘へ移る。同年、帰阪後に豊次郎が発病し、9月30日に逝去する。享年51。1939年に櫓山荘を手放す。1941年に第一句集『海燕』を発表。1944年に奈良市あやめ池に疎開し、以後はそこに住み続けた。 
戦後、西東三鬼、平畑静塔、秋元不死男らと出会い、戦後俳壇の女流スターとなってゆく。
女性の哀しみ、不安、自我などを女性特有の微妙な心理によって表現した。「白桃に入れし刃先の種を割る」、「ひとところくらきをくゞるおどりの輪」、「乳母車夏の怒濤によこむきに」といった力強い作品も多い。
同時期に活躍した中村汀女・星野立子・三橋鷹女とともに四Tと呼ばれた。
1963年、肝臓、胆嚢癌により死去。享年64。
櫓山荘跡地は現在「櫓山荘公園」として整備され、建物はないが庭園の遺構や当時の階段などが保存されている。櫓山荘がある櫓山（やぐらやま）は、小倉藩の番所の櫓があったことに由来する。当時、櫓山荘は小倉の文化サロンとして利用され、さまざまな文化人が訪れた。

## 著書
- 第1句集『海燕』（1941年）
- 第2句集『信濃』（1946年）
- 第3句集『紅絲』（1951年）
- 第4句集『海彦』（1957年）
- 第5句集『命終』（1965年）
- 橋本多佳子全句集（2018年、角川ソフィア文庫）ISBN 4044004129